# Línea A3 (Córdoba)
Línea A3 fue una línea de transporte urbano de pasajeros de la ciudad de Córdoba, Argentina. El servicio era operado por la empresa Empresa Ciudad de Córdoba. Con la implementación del nuevo servicio de transporte no fue reimplementada por otro corredor. 

## Recorrido
De barrio Marqués de Sobremonte a barrio Pilar. 
 Servicio diurno.
- Ida: Gaspar de Quevedo y Miguel de Mojica - Tristán de Tejeda - Bartolomé Jaime - Cornelio Saavedra - Toledo de Pimentel - Blas de Peralta - Martel de Cabrera - López Correa - Vives - Anacreonte - Las Junturas - Góngora - Rodríguez Peña - Francisco de Quevedo - Fragueiro - Bedoya - Bulevar Los Andes -  Brandsen -- Bartolomé Jaime - Tristán de Tejeda - Miguel de Mojica hasta Gaspar de Quevedo.

## Normativa sobre intercambio o traspaso
- Los  pasajeros de las líneas A, A2, A3, E4 o E7, podrán realizar la modalidad de intercambio o traspaso entre sí en el área central, con el costo de un viaje simple o común de tarifa única.
- El tiempo entre el descenso y ascenso a la segunda unidad, será de 60 minutos, y el medio de pago es con tarjeta electrónica.